# Bestia (2021)
Bestia ist ein chilenischer Stop-Motion-Animations-Kurzfilm von Hugo Covarrubias aus dem Jahr 2021.

## Handlung
Die Handlung des Films spielt 1975. Ingrid Olderock arbeitet für die chilenische Geheimpolizei Dirección de Inteligencia Nacional (DINA) in 1975. Ihre Arbeit belastet sie sehr, doch sie ändert während des Films nicht einmal ihre Mimik. Während sie ihrem Dienst nachgeht, hat sie Tagträume, in denen sie Leben auslöscht, auch das ihres Hundes, zu dem sie eine enge Beziehung hat. Auch träumt sie davon, selbst ums Leben zu kommen. Eines Tages wird sie auf dem Nachhauseweg verfolgt und von feindlichen Agenten erschossen. Die Reise ins Jenseits erfolgt per Flugzeug. Dabei fliegt sie an ihren früheren Opfern vorbei.

## Hintergrund
Der Kurzfilm wurde von tatsächlichen realen Ereignissen inspiriert. Ingrid Olderöck war eine Agentin der DINA, die in dem Foltergefängnis La Venda Sexy arbeitete, in dem mehr als 100 Personen zwischen 1974 und 1975 verschwanden. Sie war bekannt dafür, das sie ihre Opfer mit Hunden quälte. Ihr wurde nie etwas nachgewiesen und die reale Person verstarb im März 2001 ohne sich jemals verantworten zu müssen.
Der Film hatte seine Premiere am 14. Juni 2021 auf dem Festival d’Animation Annecy und  wurde unter anderem auf dem Sundance Film Festival 2022 gezeigt.  In Deutschland wurde er erstmals am 25. September 2021 von Arte ausgestrahlt.
Der Film gewann mehrere Festivalpreise, darunter den Festivals Connexion Award des  Festival d’Animation Annecy. Er wurde bei der Oscarverleihung 2022 als Bester animierter Kurzfilm nominiert.